# Marienhospital Darmstadt
Das Marienhospital Darmstadt war bis 2019 ein eigenständiges Krankenhaus in Darmstadt. Seit 1930 gehörte das gesamte Anwesen der Ordensgemeinschaft der Schwestern von der Göttlichen Vorsehung e.V. Seit 2015 gehört das Marienhospital zum Klinikum Darmstadt.
2019 wurde der Betrieb (bis auf die Praxisbetriebe im Kutscherhaus und im Haus am Forellenteich) eingestellt. Neuer Eigentümer der Liegenschaft ist die Klinikum Darmstadt GmbH, welche nach Auflösung des Campus Eberstadt das Marienhospital aufwändig sanierte und umbaute. Seitdem firmiert der vielgestaltige Gebäudekomplex als "Standort Marienhospital" des Klinikums Darmstadt.
Das Marienhospital ist heute eine Klinik für Psychosomatische Medizin und Psychotherapie (stationäre und teilstationäre Therapie, Psychosomatische Institutsambulanz) sowie Sitz einer kindermedizinischen Gemeinschaftspraxis (Kutscherhaus) und einer Augenarztpraxis (Haus am Forellenteich) sowie der Malteser Migranten Medizin (Funktionsgebäude).

## Architektur und Geschichte

### „Haus am Forellenteich“ und Entwicklung zum Marienhospital

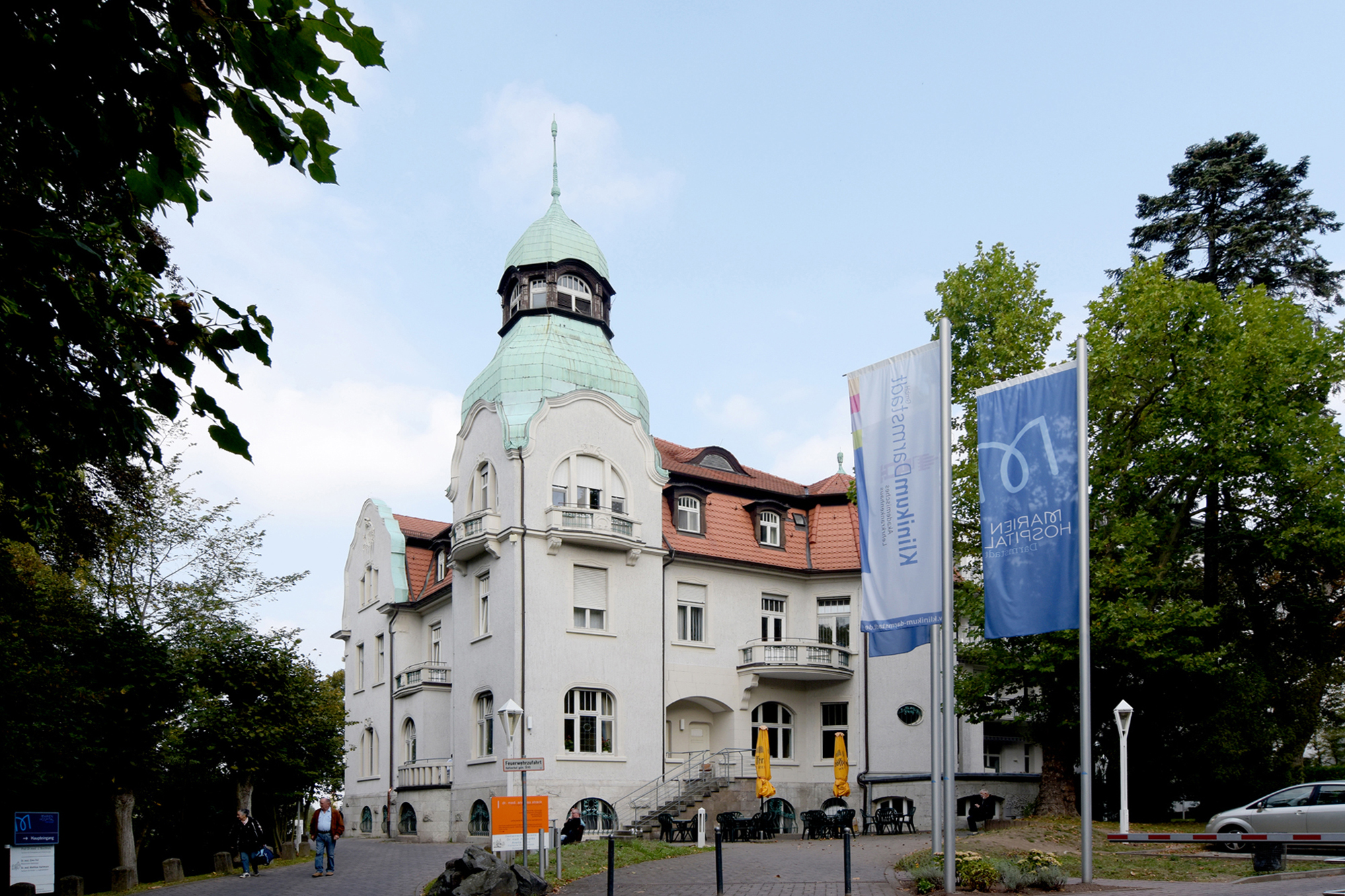
„Haus am Forellenteich“ (2016)

Die Jugendstilvilla „Haus am Forellenteich“ wurde in den Jahren 1905/1906 nach Plänen des Darmstädter Architekten Karl Klee (1871–1927) für den Darmstädter Fabrikanten Goebel gebaut.
Seit 1930 gehört das Haus zum Marienhospital und bildet dessen repräsentative Empfangsfassade. Zu den hervorzuhebenden Baudetails der Jugendstilvilla gehören das reich verzierte Portal mit Namenszug und Vordach, die Turmhaube, das Treppenhaus, die aufwändig geschmiedeten Fenstergitter, die Wasserspeier und die Kapelle im Innern. Der Architekt Max Melsheimer erweiterte die Villa 1929 um einen Bettentrakt und baute das gesamte Anwesen zu einem Krankenhaus um. Den Zweiten Weltkrieg überstand das Anwesen fast unbeschadet. Das Krankenhaus war seitdem ein Belegkrankenhaus. Einen besonderen Stellenwert nahm bis zur Schließung die Geburtsklinik ein.
Seit Beginn der 1990er-Jahre wurde das Marienhospital denkmalgerecht saniert und durch Neubauten erheblich erweitert. So entstand als weiterer Anbau an das Haus am Forellenteich das "Funktionsgebäude", in welchem sich bis heute der Haupteingang befindet. Obwohl die Jugendstilvilla das optische Entree des Gesamtkomplexes darstellt, wird sie medizinisch ausschließlich durch eine große augenärztliche Praxis genutzt, welche am Standort auch ambulante Operationen durchführt.

### Remise und Kutscherhaus
Die Remise und das Kutscherhaus gehören als ehemalige Wirtschaftsgebäude zum genannten Jugendstilanwesen.
Beide Bauwerke sind durch einen Portalbogen miteinander verbunden und können dem Stil der heimatlichen Bauweise unter Einbezug von Fachwerkselementen zugeordnet werden. Optisch vermitteln sie zwischen dem massiv wirkenden Bettentrakt und der gegenüberliegenden Kleingartenanlage.
Derzeit befindet sich im Kutscherhaus eine kindermedizinische Gemeinschaftspraxis. Die Remise beinhaltet Räumlichkeiten der Kunsttherapie der Klinik für Psychosomatik.

### Funktionsgebäude
Das Funktionsgebäude beinhaltete unter anderem die bisherigen Operationssäle. Geplant ist hier in einem weiteren Bauabschnitt u. a. der Ausbau weiterer Patientenzimmer im Rahmen der Klinikserweiterung der Psychosomatik. Im EG befindet sich unter anderem die Malteser Migranten Medizin.

### Bettentrakt
Im teilweise aus der Zeit um 1930 stammenden Bettentrakt befinden sich auf mehreren Etagen langgestreckte Stationsflure, von denen zwei derzeit als solche genutzt werden. Das Erdgeschoss wurde aufwändig u. a. für die Belange der Kreativ- und Bewegungstherapie der Psychosomatischen Klinik umgebaut. Hierfür wurde bspw. der gesamte ehemalige Küchenbereich entkernt und neu gestaltet.

### "Turm"
Zwischen dem Hauptkomplex (Haus am Forellenteich, Bettentrakt und Funktionsgebäude) und Haus Kräheneck befindet sich ein 1967 fertig gestellter Wohnturm im schlichten Stil der damaligen Zeit. Ursprünglich diente er als Personalunterkunft. Je nach Blickwinkel verstellt er den sonst reizvollen Blick auf die Gründerzeitvilla, welche etwas versetzt dahinter liegt. In ihm befinden sich auch weiterhin zu mietende Wohnungen. Darüber hinaus beinhaltet er, neben weiteren Therapieräumen, die Psychosomatische Institutsambulanz (PsIA) der Klinik für Psychosomatische Medizin und Psychotherapie.

### Haus Kräheneck
Die 1892 erbaute Gründerzeitvilla Haus Kräheneck im Stil des Historismus stellt das räumliche Pendant zum Haus am Forellenteich dar. Sie bildet den östlichen Abschluss des Kliniksgeländes. Zuletzt befanden sich hier unter anderem Wohnräumlichkeiten des Ordens der Schwestern von der Göttlichen Vorsehung, in dessen Trägerschaft sich das Marienhospital lange Jahre befand. Im Rahmen des Umnutzungskonzepts des Marienhospitals nach der Übernahme durch die Klinikum Darmstadt GmbH ist derzeit geplant, Haus Kräheneck denkmalgerecht zu sanieren und die tagesklinische Abteilung der Klinik für Psychosomatische Medizin und Psychotherapie dort unterzubringen.

### Park
Zum denkmalgeschützten Park des heutigen Marienhospitals zählen u. a. zwei Gartentempel im Südostteil des einst hochherrschaftlichen Anwesens sowie ein idyllischer Teich gegenüber dem Haupteingang. Die restlichen Außenanlagen werden derzeit im Zuge der Klinikssanierung erneuert.

## Bildergalerie

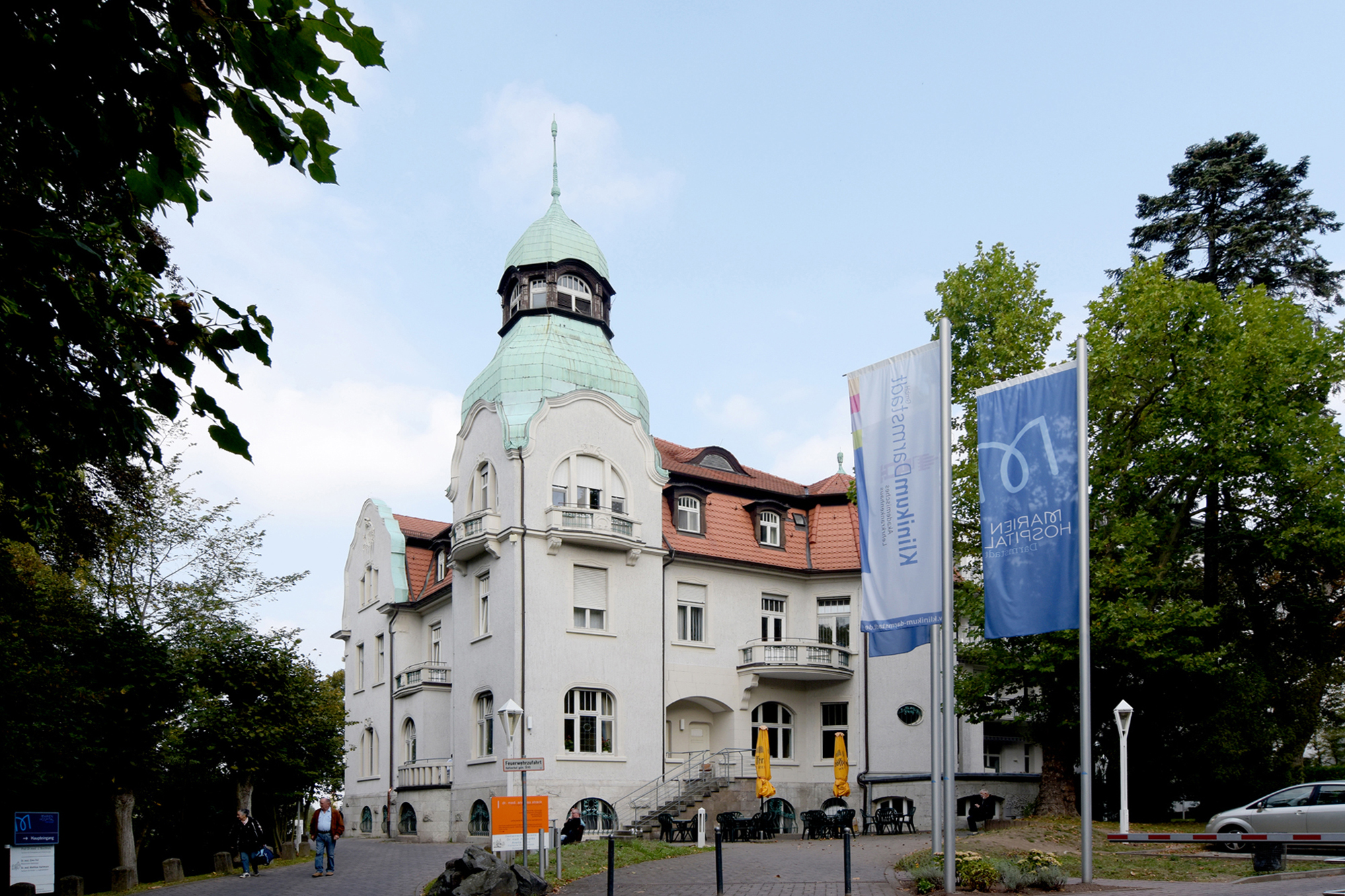
Marienhospital (2016)
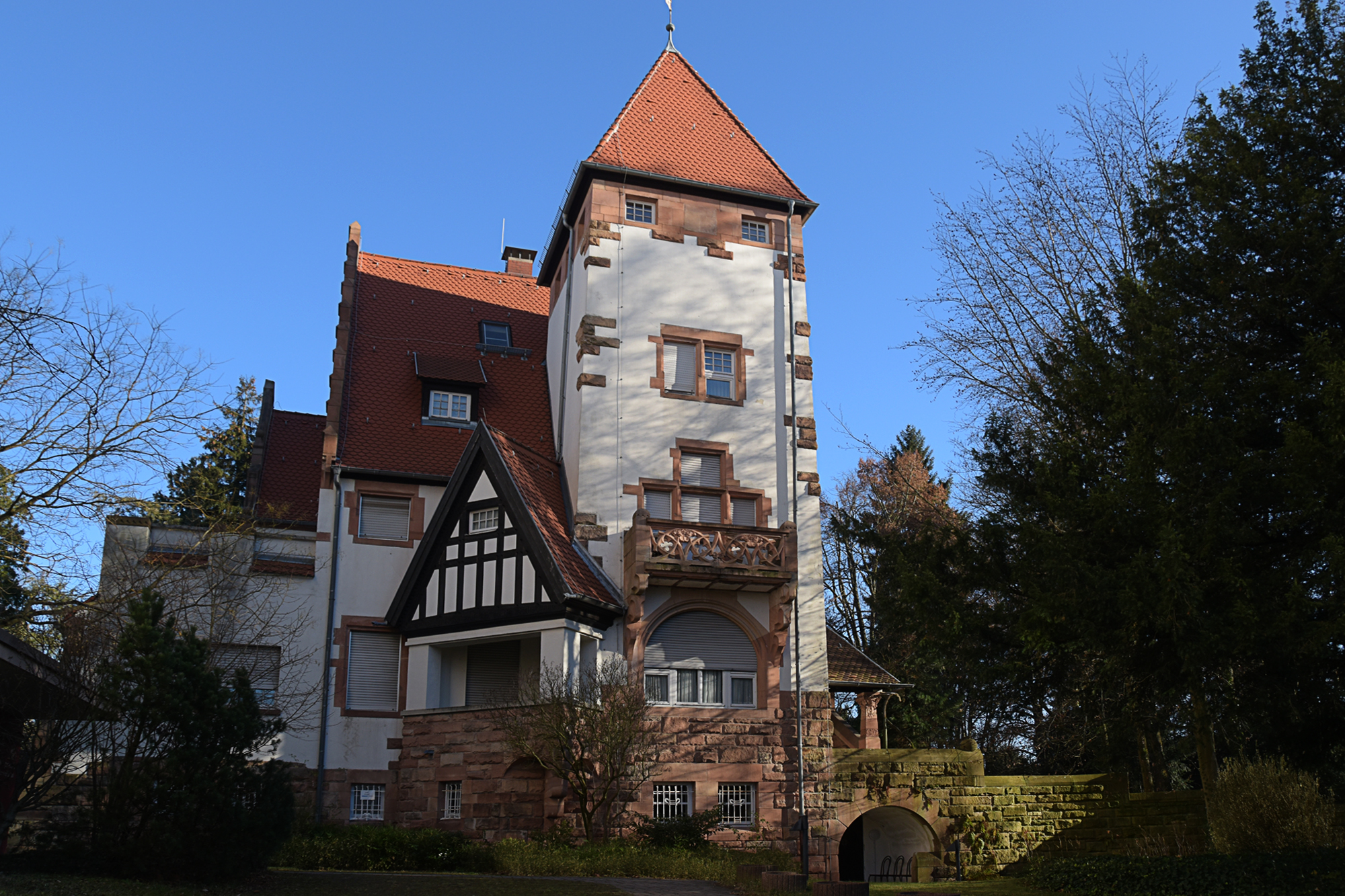
Haus Kräheneck (2016)
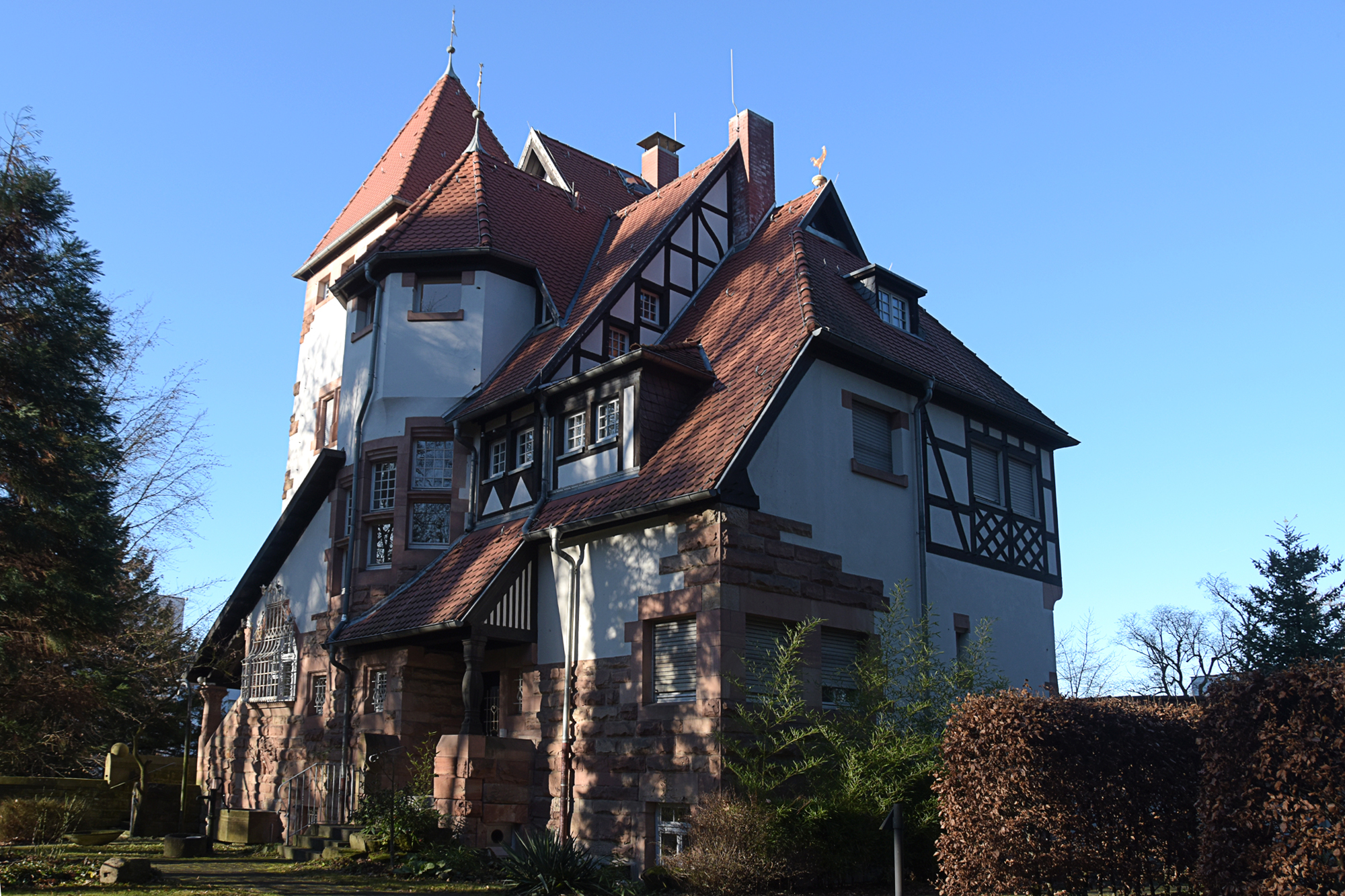
Haus Kräheneck (2016)
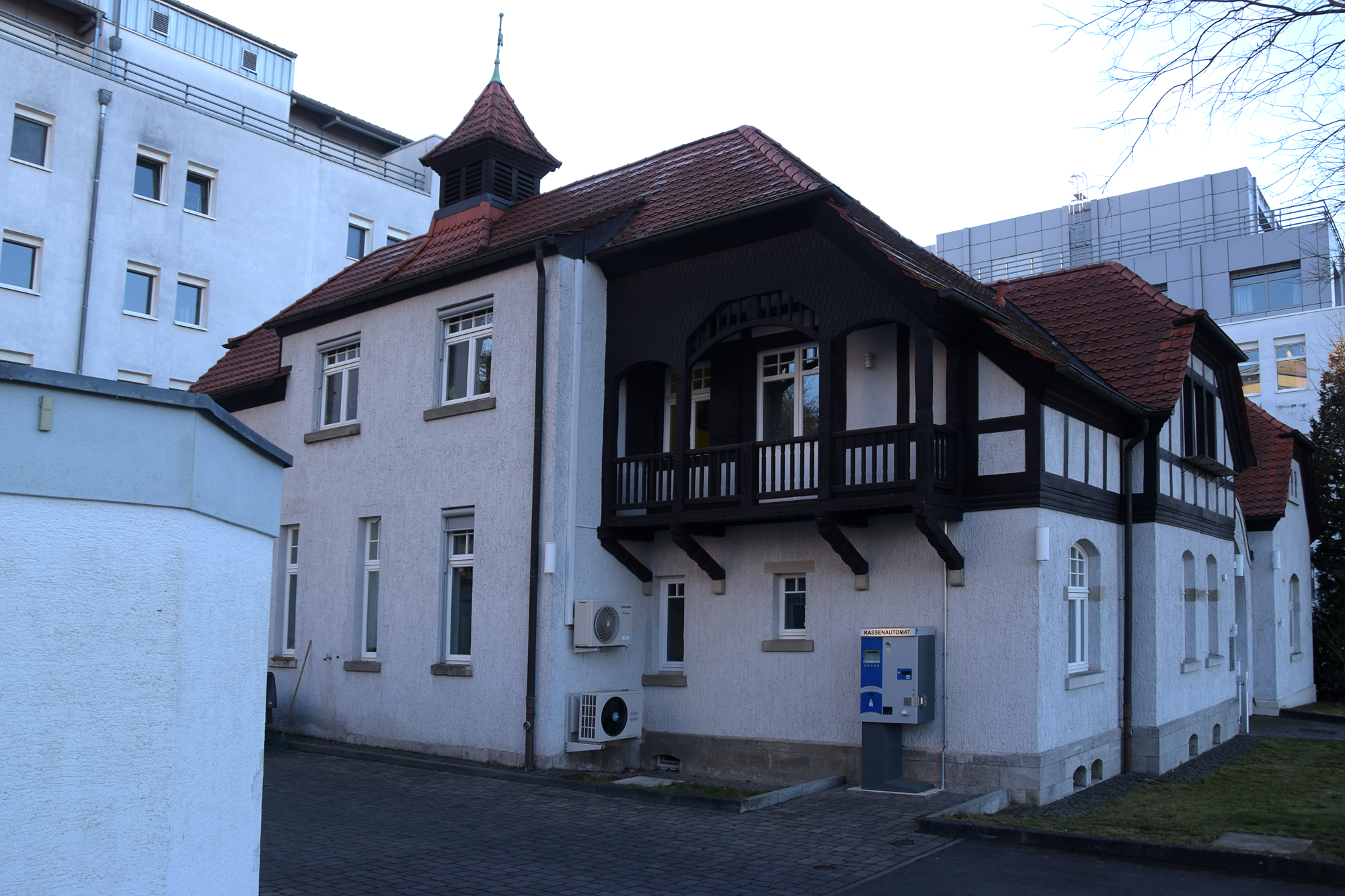
Kutscherhaus (2016)
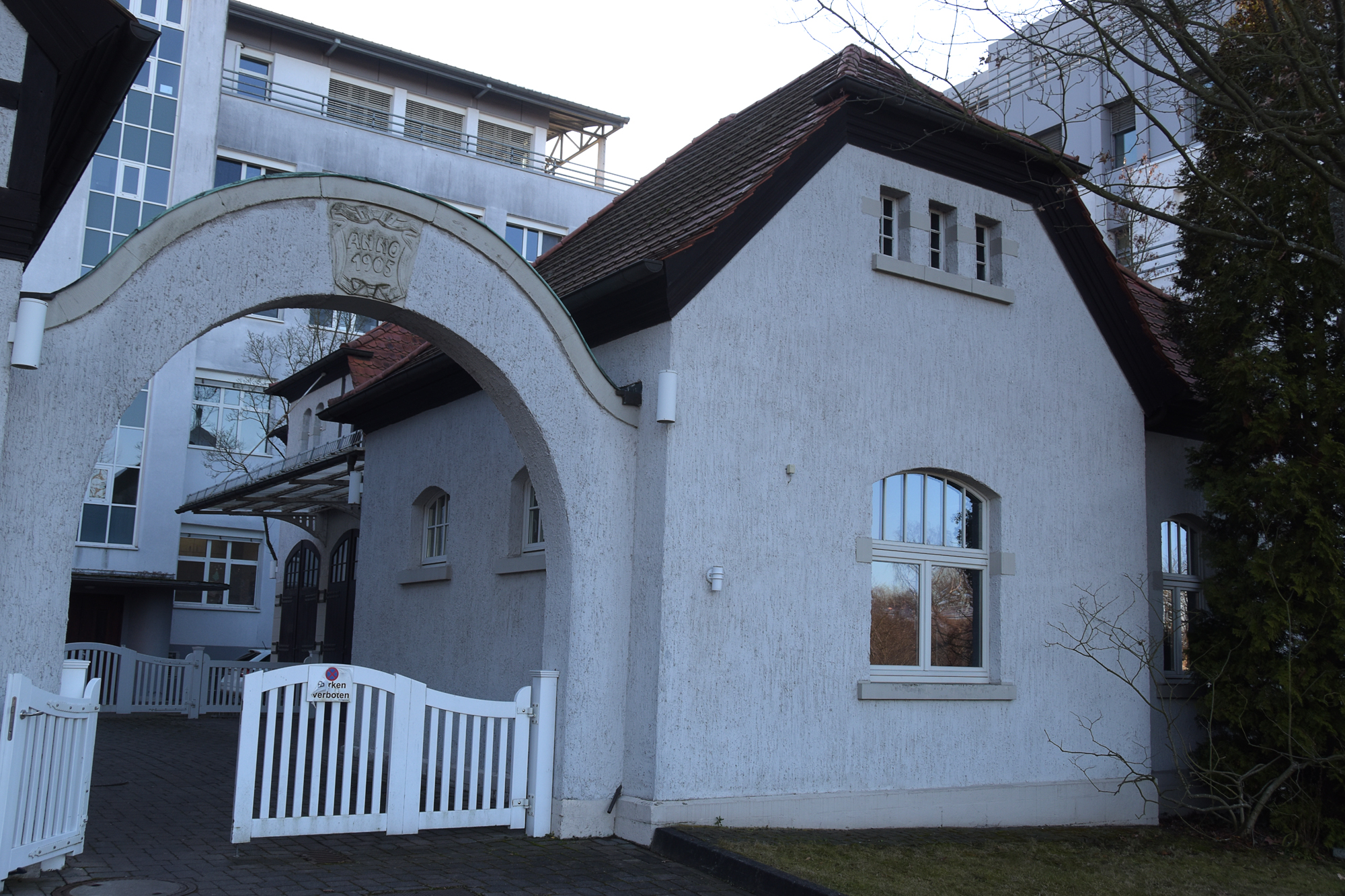
Remise (2016)
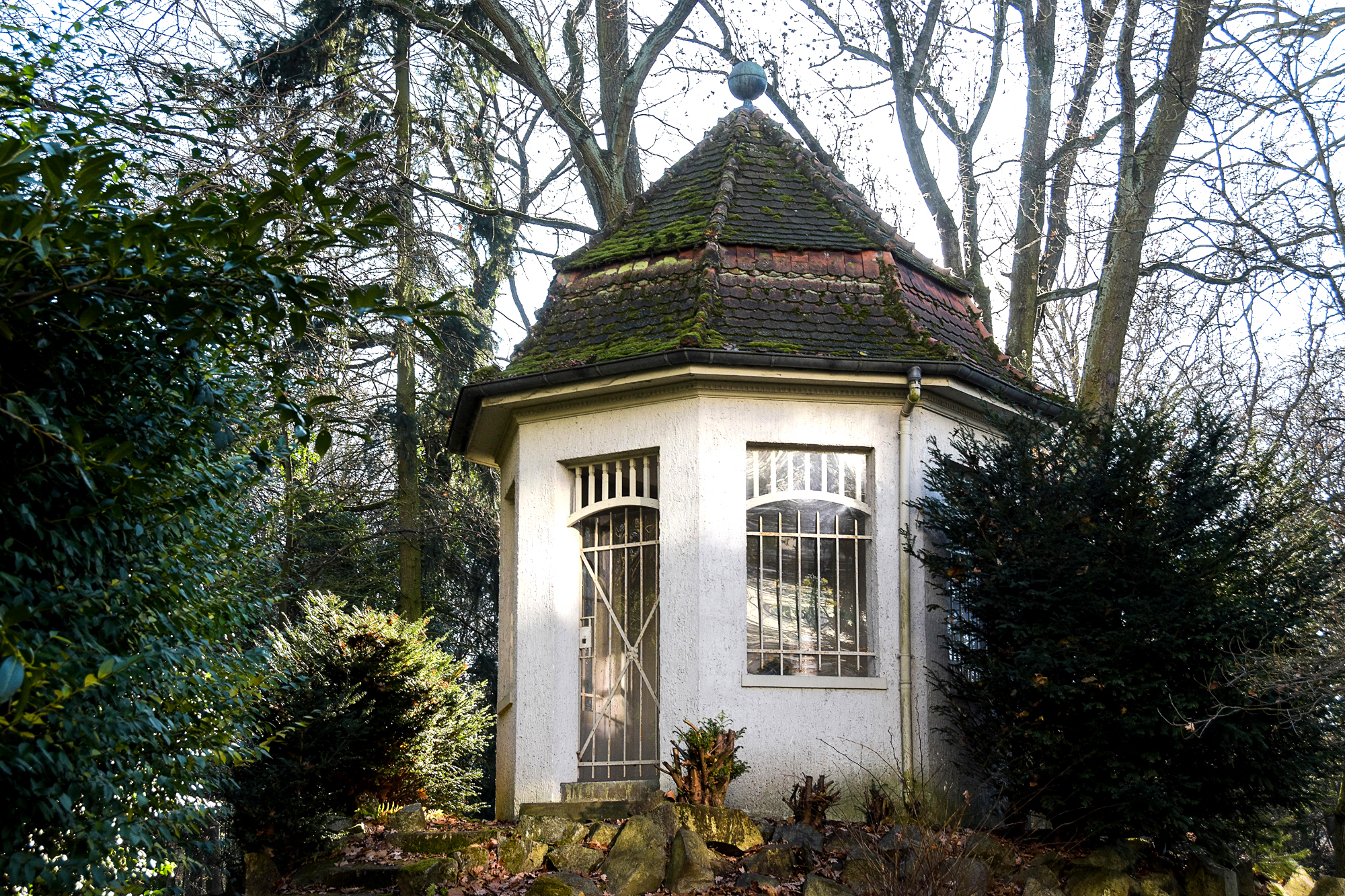
Gartentempel (2016)
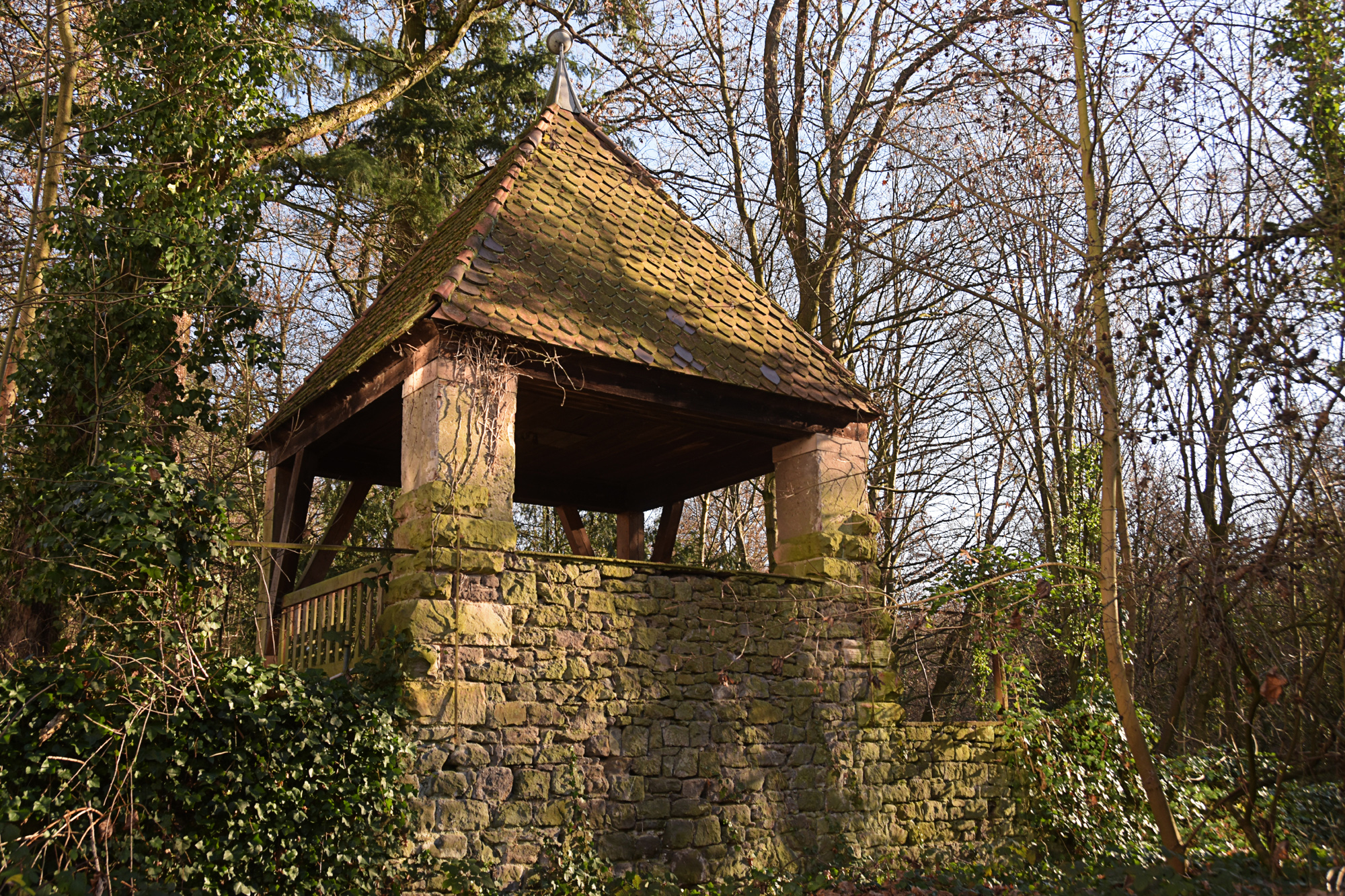
Gartentempel (2016)
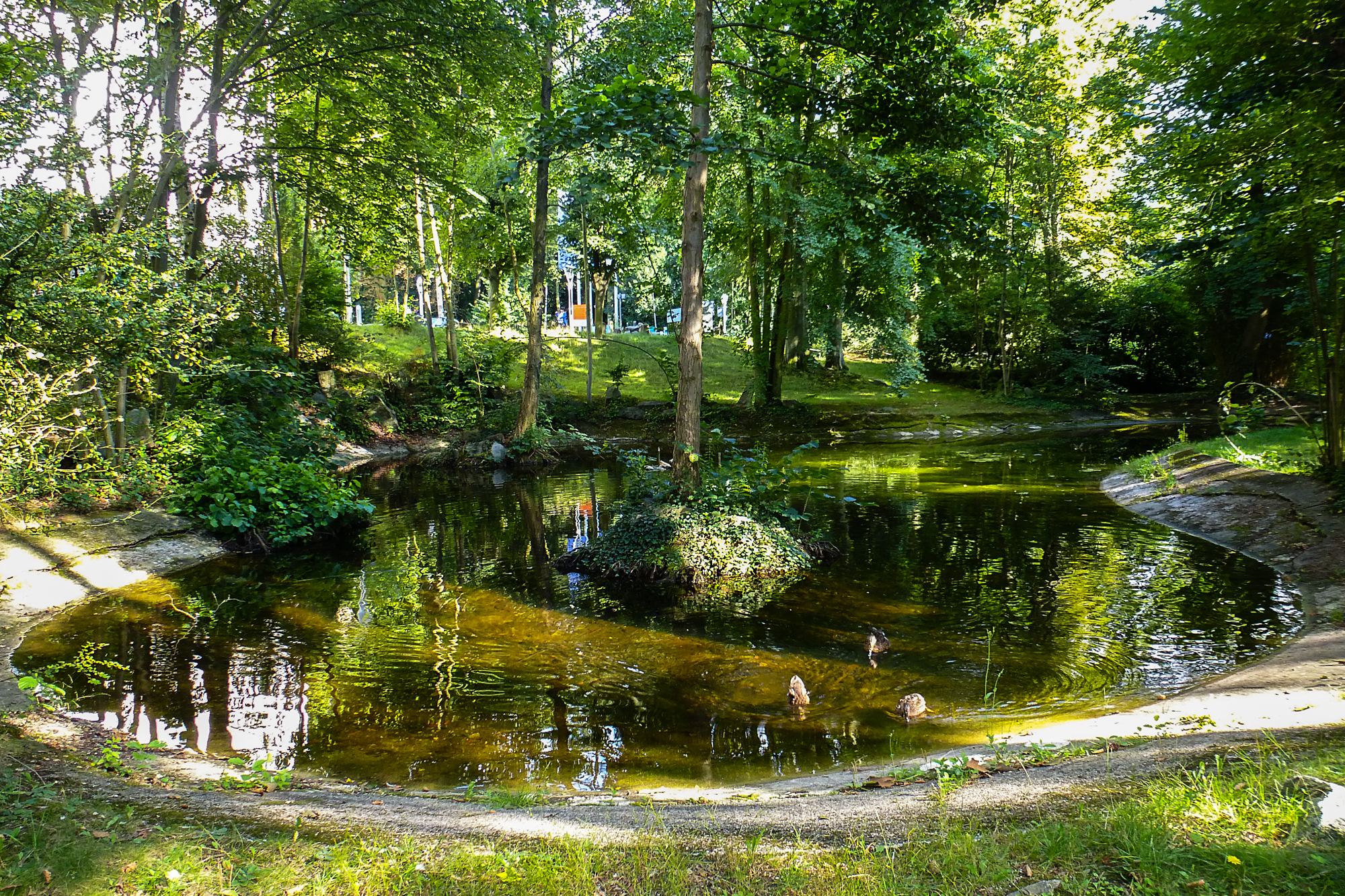
Teich (2017)